# Ганина, Майя Анатольевна
Майя Анатольевна Ганина (23 сентября 1927, Москва — 15 апреля 2005 или 14 апреля 2005, Талеж, Московская область) — русский прозаик.

## Биография
Родилась 23 сентября 1927 года в Москве.
Родители работали в Верховном Суде СССР. После распада семьи Майю воспитывал отец. Окончила Московский машиностроительный техникум (1946), работала в конструкторском бюро и мастером на ЗИСе, заочно училась в Литинституте (1949—1954). Корреспондентом московских изданий много ездила по стране.
Первая повесть опубликована в 1954, но известность ей принёс рассказ «Настины дети» (1957). Основные произведения — романы «Пока живу — надеюсь» (1986) и «Оправдание жизни» (1999, в журнале «Москва»).
В 1990 году подписала «Письмо 74-х».

Ганина — одна из первых представительниц русской женской литературы. Главными действующими лицами, а часто и рассказчиками в её произведениях являются женщины. Мир изображается с точки зрения женщин, которые смысл жизни видят не в семье, а в профессии. Хотя они принадлежат к разным слоям общества, заметно, что Ганина предпочитает художественную интеллигенцию. Женщины Ганиной, как правило, сильнее своих мужчин. Они справляются с жизненными задачами и покидают своих мужей, которых Ганина любит показывать как недостойных партнеров героинь.— Вольфганг Казак
Умерла 15 апреля 2005 года в селе Талеж Московской области.

## Книги
- Первые испытания, 1955
- Разговор о счастье, 1959
- Александр Константинович Глазунов. Жизнь и творчество. Л., 1961
- Я ищу тебя, человек…, 1963
- Анна, 1966 (пьеса)
- Записки о пограничниках, М., Молодая гвардия, 1969
- К себе возвращаюсь издалека, 1971
- Слово о зерне горчичном, 1971
- Дальняя поездка, 1975 (рассказы)
- Созвездие близнецов, 1980 (сборник)
- Дороги России, 1981 (очерки)
- Сто жизней моих, 1983 (роман, повесть)
- Пока живу — надеюсь, 1989 (роман, повести)
- Оправдание жизни, 1995 (субъективная эпопея)
- Тяпкин и Леша, (детская литература)
- Если будем живы… (роман)

## Фильмография
- 1974 — Ещё не вечер